# Cobi Jones
Cobi N'Gai Jones (Detroit, 16 de Junho de 1970), mais conhecido como Cobi Jones, é um ex-futebolista e atual treinador norte-americano.

## Carreira

### Coventry e Vasco
Ele fora um dos jogadores que voltou do exterior para estimular o interesse pela liga nacional de seu país após uma experiência internacional com passagens pelos times do Coventry City (Inglaterra) e Vasco da Gama.

### Los Angeles Galaxy
Desde 1996, era jogador do Los Angeles Galaxy, time da Major League Soccer, como o qual ele tem jogado desde a temporada inicial em 1996. Em 1998, Cobi Jones foi eleito o Jogador de Futebol do Ano pela MLS.
Apesar da chegada iminente de David Beckham ao Galaxy e das mudanças aguardadas pela sua presença no futebol estadunidense, Jones, prestes a completar 37 anos, decidiu que era hora de "pendurar as chuteiras" e anunciou oficialmente, em 19 de março de 2007, sua aposentadoria dos gramados após a temporada deste ano. Sua última partida oficial foi em 21 de outubro após a qual se retirou oficialmente .
Jones é o jogador com mais partidas da história do Los Angeles Galaxy, com 306 jogos disputados.
Correntemente, trabalha como auxiliar de Ruud Gullit. Porém, com o pedido de demissão deste após uma série de resultados ruins, ele foi promovido a treinador da equipe. Com a chegada de Bruce Arena, Jones abandonou o cargo.

## Seleção
Ele integrou a Seleção Estadunidense de Futebol na Copa Rei Fahd de 1992, na Arábia Saudita.
É o recordista de atuações na Seleção Norte-Americana de Futebol, com 164 jogos e 15 gols, jogando as Copas do Mundo de 1994, 1998 e 2002, além dos Jogos Olímpicos de Verão de 1992, e em 2004 se aposentou da seleção americana.

## Títulos
Los Angeles Galaxy
- Copa dos Campeões da CONCACAF: 2000
- MLS Cup: 2002, 2005
- US Open Cup: 2001, 2005
- MLS Supporters' Shield: 1998, 2002

Seleção Estadunidense
- Jogos Pan-americanos: 1991 (medalha de ouro)
- Copa Ouro da CONCACAF: 2002